# 51827 Лорелкларк
51827 Лорелкларк (51827 Laurelclark) — астероїд головного поясу, відкритий 20 липня 2001 року.
Тіссеранів параметр щодо Юпітера — 3,203.